# メイン地区
メイン地区（メインちく、District of Maine）は、現在のアメリカ合衆国の州であるメイン州のある土地を指す法律の指定した言葉で、アメリカ合衆国の独立から1820年3月4日のミズーリ妥協の後にマサチューセッツ州からの独立を得て、アメリカ合衆国23番目の州となるまで存在した。「メイン地区」という言葉は、メイン州全体の司法を管轄する「合衆国地方裁判所メイン地区」にも使用される。

## メイン直轄植民地
1607年にプリマス会社が入植したメイン西部の沿岸地域は、まず1622年の土地権利書でメイン直轄植民地 (Province of Maine) となった。1677年にメイン直轄植民地はマサチューセッツ湾植民地 (Massachusetts Bay Colony) に1250フランで売られ（後にマサチューセッツ湾直轄植民地 (Province of Massachusetts Bay) に組み込まれる）、この地域はマサチューセッツ湾植民地のメイン直轄植民地として知られた。

## メイン地区
1778年に大陸会議によって分割され、メイン地区はマサチューセッツの3つの地区の最北に位置した。当時のこの地区は、1760年にカンバーランド郡とリンカーン郡が創設されるまではマサチューセッツのヨーク郡であったヨーク、カンバーランド、リンカーンの各郡で構成された（州に昇格する1820年までにはハンコック、ケネベック、オクスフォード、ペノブスコット、サマセット及びワシントンの各郡がメインに加わる）。1812年戦争中、イギリス軍はペノブスコット川から東のニューブランズウィックの境界までの全域を含むメインの大部分を占領した。このことが1820年のメイン地区のマサチューセッツからの最終的な分割をもたらした。

## メイン州
1820年3月15日にミズーリ妥協の一部としてメイン地区はアメリカ合衆国で23番目の州となり、現在まで続くメイン州となった。